# Céline Vara

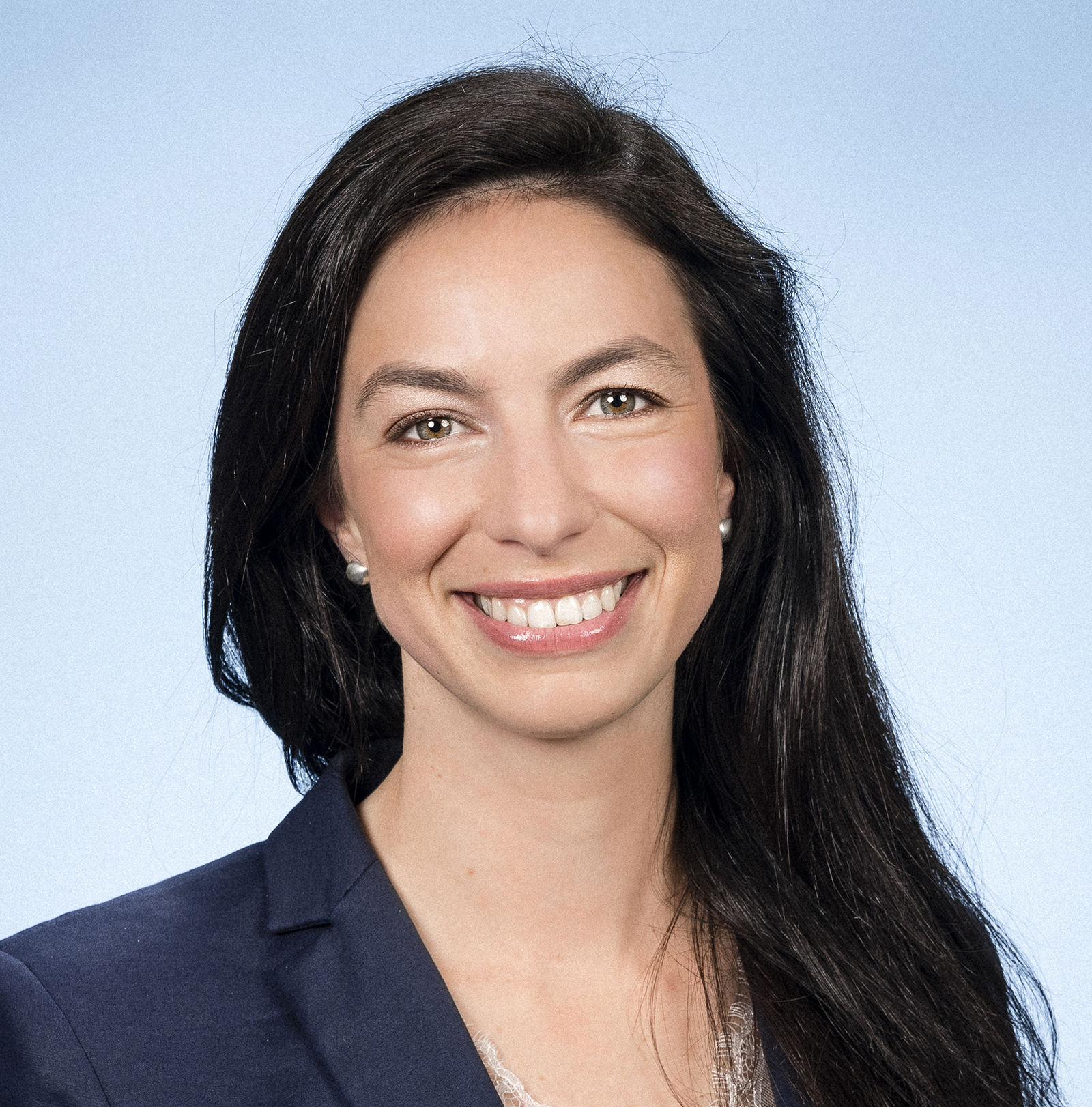
Céline Vara (2019)

Céline Vara (* 4. Oktober 1984 in Saint-Aubin FR) ist eine Schweizer Politikerin (Grüne).

## Leben
Céline Vara wuchs in Cortaillod auf. Sie ist italienisch-schweizerische Doppelbürgerin und stammt aus einfachen Verhältnissen. Sie studierte Rechtswissenschaften an der Universität Neuenburg mit Schwerpunkt Gesundheitsrecht. Nach Anstellungen in einer Kanzlei in Neuenburg und an den Regionalgerichten von Littoral und Val-de-Travers erhielt sie 2011 die Zulassung als Anwältin und arbeitet seither als selbstständige Anwältin in Neuenburg.
Sie wohnt in Cressier NE und ist Mutter von zwei Kindern.

## Politik
Céline Vara war 2005 Gründungsmitglied und erste Präsidentin der Jungen Grünen des Kantons Neuenburg. Von 2016 bis 2018 war sie Präsidentin der Grünen Kanton Neuenburg, und seit 2018 ist sie Vizepräsidentin der Grünen Schweiz.
Vara wurde 2008 in die Legislative der Gemeinde Cortaillod gewählt. Von 2012 bis 2016 war sie Mitglied des Gemeinderates (Exekutive) von Cortaillod und von 2017 bis 2019 Mitglied des Grossen Rates des Kantons Neuenburg. Bei den nationalen Parlamentswahlen vom 20. Oktober 2019 wurde sie für den Kanton Neuenburg in den Ständerat gewählt und bei den Ständeratswahlen 2023 im Amt bestätigt. Sie war Mitglied der Sicherheitspolitischen Kommission und der Aussenpolitischen Kommission von 2019 bis 2023, der Kommission für Umwelt, Raumplanung und Energie sowie der Geschäftsprüfungskommission von 2023 bis 2025 und war während ihrer gesamten Amtszeit Mitglied der Kommission für Rechtsfragen. Nachdem sie in die Kantonsregierung gewählt worden war, schied sie per 1. Juni 2025 aus dem Ständerat aus; für sie rückte Fabien Fivaz, der bis dahin im Nationalrat Einsitz hatte, in den Ständerat nach.
In den kantonalen Wahlen vom 23. März 2025 erzielte sie das viertbeste Resultat aller für den Staatsrat (Kantonsregierung) Kandidierenden, erreichte jedoch im ersten Wahlgang das absolute Mehr nicht. Weil sich wenig später alle politischen Gruppierungen über den Verzicht auf einen zweiten Wahlgang verständigten, galt sie automatisch als gewählt. Dadurch änderte sich die politische Zusammensetzung des Staatsrats, in dem die links-grüne Allianz neu die Mehrheit hat.